# Typhoon (Schiff)
Die Typhoon, auch RMAS Typhoon (Kennung: A 95), war ein 1960 gebauter Hochsee- und Bergungsschlepper der Royal Navy. 1975/76 nahm er am dritten Kabeljaukrieg und 1982 am Falklandkrieg teil. 1989 wurde er verkauft, in P. Typhoon umbenannt, 1992 zum Hecktrawler Somalian Glory umgebaut und 2002 abgewrackt.

## Geschichte
Auf Bestellung der britischen Admiralität erfolgte die Kiellegung des Schleppers auf der Werft Robb Caledon Shipbuilders im schottischen Leith unter der Baunummer 460. Der Schlepper war als erstes Schiff einer neuen Klasse gedacht und sollte die noch aus dem Zweiten Weltkrieg stammenden Schlepper der Bustler-Klasse ersetzen. Der Neubau blieb jedoch ein Einzelschiff. Das Schiff war neben Schlepp- und Bergungsaufgaben auch für die Brandbekämpfung und Seenotrettungsaufgaben vorgesehen. Beim Stapellauf am 14. Oktober 1958 erhielt der Neubau den Namen Typhoon, die Fertigstellung des Schiffes erfolgte im Juni 1960.

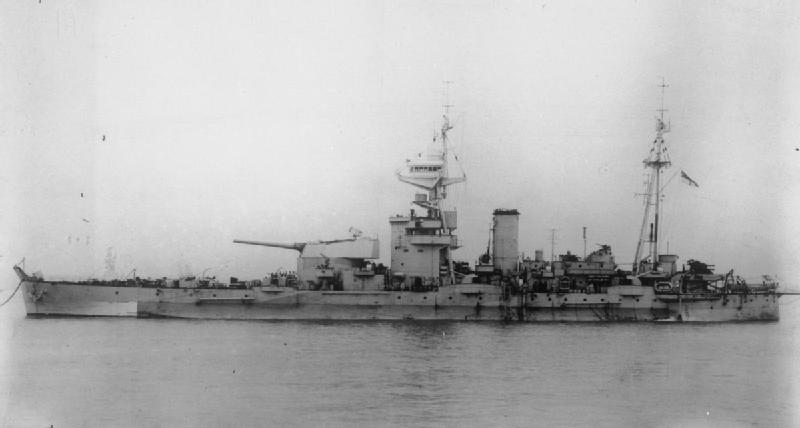
Monitor HMS Roberts, ca. 1942

Anschließend erfolgte die Auslieferung an die Royal Fleet Auxiliary (RFA) und der Schlepper wurde in der Marinebasis Devonport stationiert. 1975 wurde die Typhoon an die Royal Maritime Auxiliary Service (RMAS) übergeben. Zu ihren Routineaufgaben zählten neben Bugsier- vor allem Schleppaufgaben, etwa für Seezieldarstellungen oder Schleppverbände zu Abwrackwerften wie 1965 das Schleppen der HMS Roberts – des letzten Monitors der Royal Navy – zur Abwrackwerft in Inverkeithing.
1969 verlegte die Typhoon mit anderen Einheiten der Royal Navy und der Royal Australian Navy nach Südostasien und nahm dort im Oktober an Manövern bei Singapur teil. Anschließend erfolgten weitere Übungen vor Malaysia. Im März 1971 verlege sie von Hongkong nach Südafrika und kam im Frühjahr 1973 zurück nach Devonport. In den Jahren 1974/75 war die Typhoon eine der 22 britischen Marineeinheiten, die im Dritten Kabeljaukrieg zum Schutz britischer Fischereifahrzeuge zum Einsatz kamen. Als am 28. Dezember 1979 der spanische Flüssiggastanker Butaseis vor Brixham in Brand geriet, konnte er von Rettungskräften im Hafen noch auf See geschleppt werden. Dort beteiligte sich die Typhoon an der Bekämpfung des brennenden und der Bergung des verlassenen Schiffes.
Nach Beginn des Falklandkrieges 1982 wurde die Typhoon dem britischen Kampfverband zugeteilt und verließ als erstes Schiff am 4. April 1982 Großbritannien. Sie war einer von vier Schleppern der Task Force, aber neben den zivilen Salvageman, Irishman und Yorkshireman der einzige Marineschlepper. Über Ascension und Tristan da Cunha erreichte sie am 8. Mai 1982 Südgeorgien. Dort erhielt sie den Auftrag zur Bergung des von britischen Hubschraubern beschädigten und aufgegebenen argentinischen U-Boots Santa Fe, musste die Arbeit aufgrund eines Defektes an den Bergungspumpen am 25. Mai einstellen.

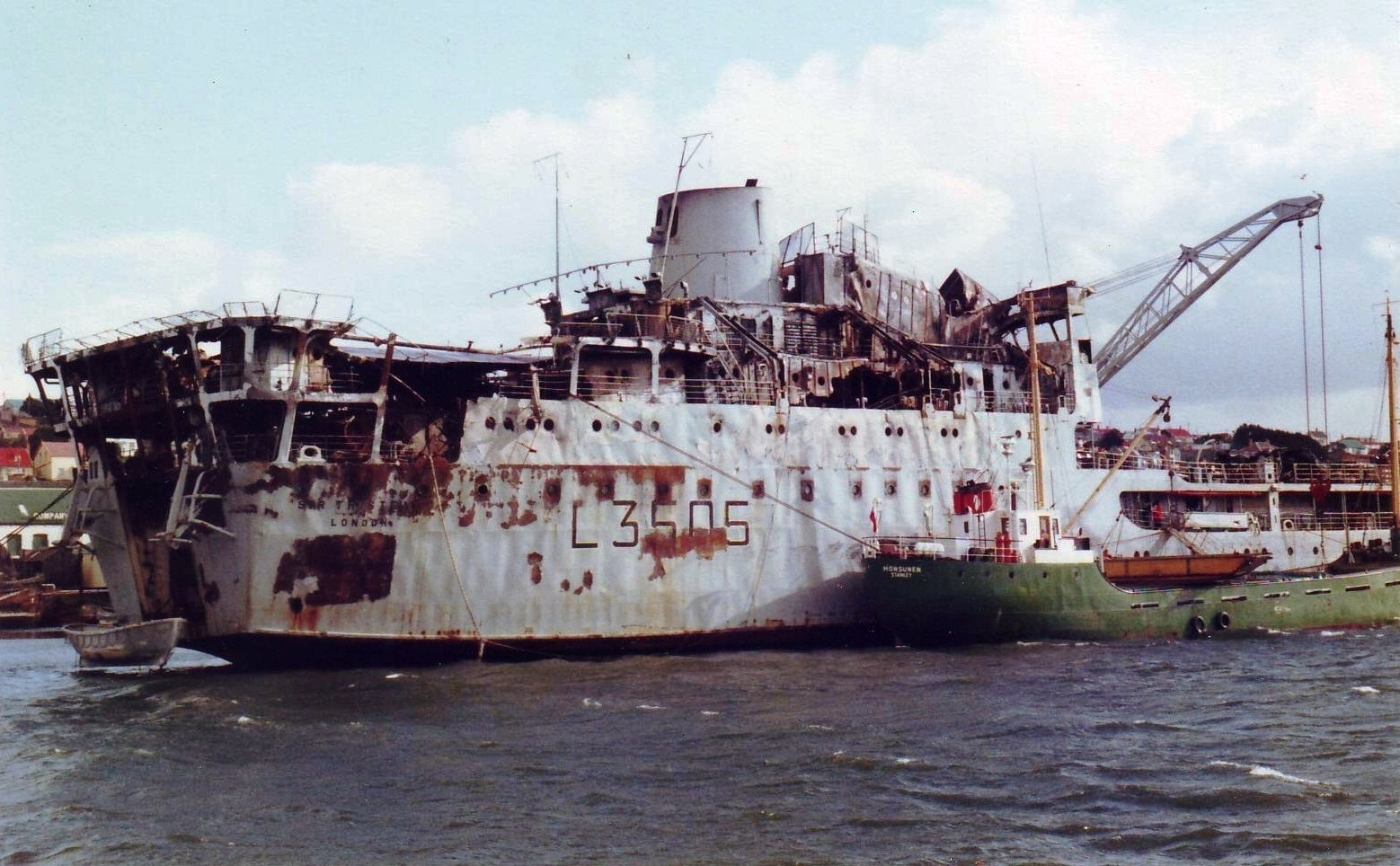
Die schwer beschädigte Sir Tristram, 1983

Sie blieb zunächst in Südgeorgien und half den als Minensuchern genutzten Trawlern Junella und Cordella beim Transfer von Truppen und Material von der Queen Elizabeth 2 zur Norland, ebenso übernahm sie weitere Materialtransporte. Nach der argentinischen Kapitulation lief die Typhoon am 16. Juni mit der Flotte nach Port Stanley. Dort schleppte sie einige Tage später die durch einen argentinischen Luftangriff ausgebrannte, aber noch schwimmfähige Sir Galahad auf die offene See, wo diese durch das britische U-Boot Onyx versenkt wurde und zur offiziellen Kriegsgräberstätte erklärt wurde. Die ebenfalls durch den argentinischen Luftangriff schwer beschädigte Sir Tristram schleppte die Typhoon nach Port William, von wo diese per Dockschiff nach Großbritannien transportiert wurde. Als eines der letzten Schiffe der britischen Task Force kehrte die Typhoon am 24. September 1982 nach Großbritannien zurück.
Nach dem Krieg nahm sie wieder die Routineaufgaben wahr. 1989 stellte die Marine das knapp 30 Jahre alte Schiff außer Dienst und verkaufte es zum Abbruch nach Santander in Spanien. Dort wurde das Schiff allerdings für den weiteren Einsatz nach Valletta auf Malta weiterverkauft und in P. Typhoon umbenannt. 1992 wurde das Schiff zum Trawler umgebaut und erhielt 1993 den Namen Somalian Glory. Im selben Jahr wurde das Schiff vor Somalia von Piraten mit automatischen Waffen angegriffen ohne dass es zu Verletzten kam. Weitere Einzelheiten aus diesen Jahren liegen nicht vor. 2002 erfolgte schließlich der Abbruch des Schiffes.

## Technische Daten
Die Länge des Schiffes betrug 60,5 Meter, es war 12,3 Meter breit und wies einen Tiefgang von 4,0 Metern auf. Es hatte eine Vermessung von 828 BRT bzw. 145 NRT. Der Antrieb besteht aus zwei Dieselmotoren, die 2750 bhp leisteten und gemeinsam auf eine Schraube wirkten. Das Schiff erreichte eine Geschwindigkeit von 17,0 Knoten. Die Besatzung bestand aus 27 Mann.